# Andrew Georgiou
Andrew Georgiou (19 maart 1986) is een golfprofessional uit Zuid-Afrika.
Andrew Georgiou studeerde aan de Columbus State University.

## Professional
Georgiou werd in op 1 juli 2009 professional en speelt op de Sunshine Tour en de Hooters Tour.
In 2012 haalde hij in mei en juni drie top-5 plaatsen op de Sunshine Tour. Ook won hij in het kwalificatietoernooi in Johannesburg een van de drie plaatsen voor het Brits Open, samen met Grant Veenstra en Adilson Da Silva.